# Homoneura scutellaris
Homoneura scutellaris är en tvåvingeart som först beskrevs av Walker 1861.  Homoneura scutellaris ingår i släktet Homoneura och familjen lövflugor. Inga underarter finns listade i Catalogue of Life.